# Лара Бонилья, Родриго
Родриго Лара Бонилья (исп. Rodrigo Lara Bonilla, 1946—1984) — государственный и политический деятель Колумбии, с 7 августа 1983 года по 30 апреля 1984 год занимал должность министра юстиции Колумбии.

## Биография
Родриго Лара Бонилья родился 11 августа 1946 года в колумбийском городе Нейва. Окончил юридический факультет университета Колумбии и уже в 23 года стал мэром Нейвы. Став министром юстиции, Родриго Лара развернул широкую кампанию против вложения «грязных» кокаиновых денег Пабло Эскобара в предвыборную гонку. В итоге Пабло Эскобар в январе 1984 года был исключён из колумбийского Конгресса. Стараниями министра юстиции его политическая карьера закатилась раз и навсегда. Тем не менее, Эскобар не собирался тихо уходить и решил отомстить министру. 30 апреля 1984 года два боевика на мотоцикле и несколько других в автомобиле устроили засаду на лимузин министра юстиции Родриго Лара Бонильи и застрелили его на улице в северной части Боготы. Хотя за несколько дней до нападения на политика левые партизаны начали проводить серию атак, в ходе которых погибло трое полицейских, но сомнений в том, что Лара Бонилья был убит из-за его кампании против незаконного оборота наркотиков, почти не было. Сотрудники службы безопасности преследовали боевиков, убив одного из мужчин на мотоцикле и захватив живым второго. Подозреваемым оказался Байрон Веласкес 1964 года рождения, и он сообщил полиции, что ему заплатили около 500 долларов США за убийство министра. Медельинский кокаиновый картель, в лице Пабло Эскобара и Карлоса Ледера, был обвинён правительством Колумбии в организации этого убийства.